# Gobius vittatus
Il ghiozzo listato (Gobius vittatus Vinciguerra, 1883) è un pesce di mare appartenente alla famiglia Gobiidae.

## Distribuzione e habitat
È endemico del mar Mediterraneo.
Il suo habitat è principalmente nei fondi a coralligeno tra 20 ed 80 m. Si può però incontrare anche a profondità minori di 15 metri su roccia.

## Descrizione
Inconfondibile con gli altri ghiozzi a causa della livrea chiarissima con una banda longitudinale nera. L'unico altro pesce con cui può essere confuso è Parablennius rouxi che però appartiene alla famiglia Blenniidae e può essere riconosciuto per la pinna dorsale unica, per i tentacoli sopraorbitari, ecc.
Misura fino a 5 centimetri di lunghezza.

## Biologia
Fugge nella sua tana (dalla cui imboccatura non si allontana mai) appena lo si avvicina.